# Eutrichites zonatus
Eutrichites zonatus är en skalbaggsart som först beskrevs av Brendel 1865.  Eutrichites zonatus ingår i släktet Eutrichites och familjen kortvingar. Inga underarter finns listade i Catalogue of Life.